# Beaveria micracetabulum
Beaveria micracetabulum är en plattmaskart som beskrevs av Lee 1965. Beaveria micracetabulum ingår i släktet Beaveria och familjen Troglotrematidae. Inga underarter finns listade i Catalogue of Life.